# Deák Ferenc tér

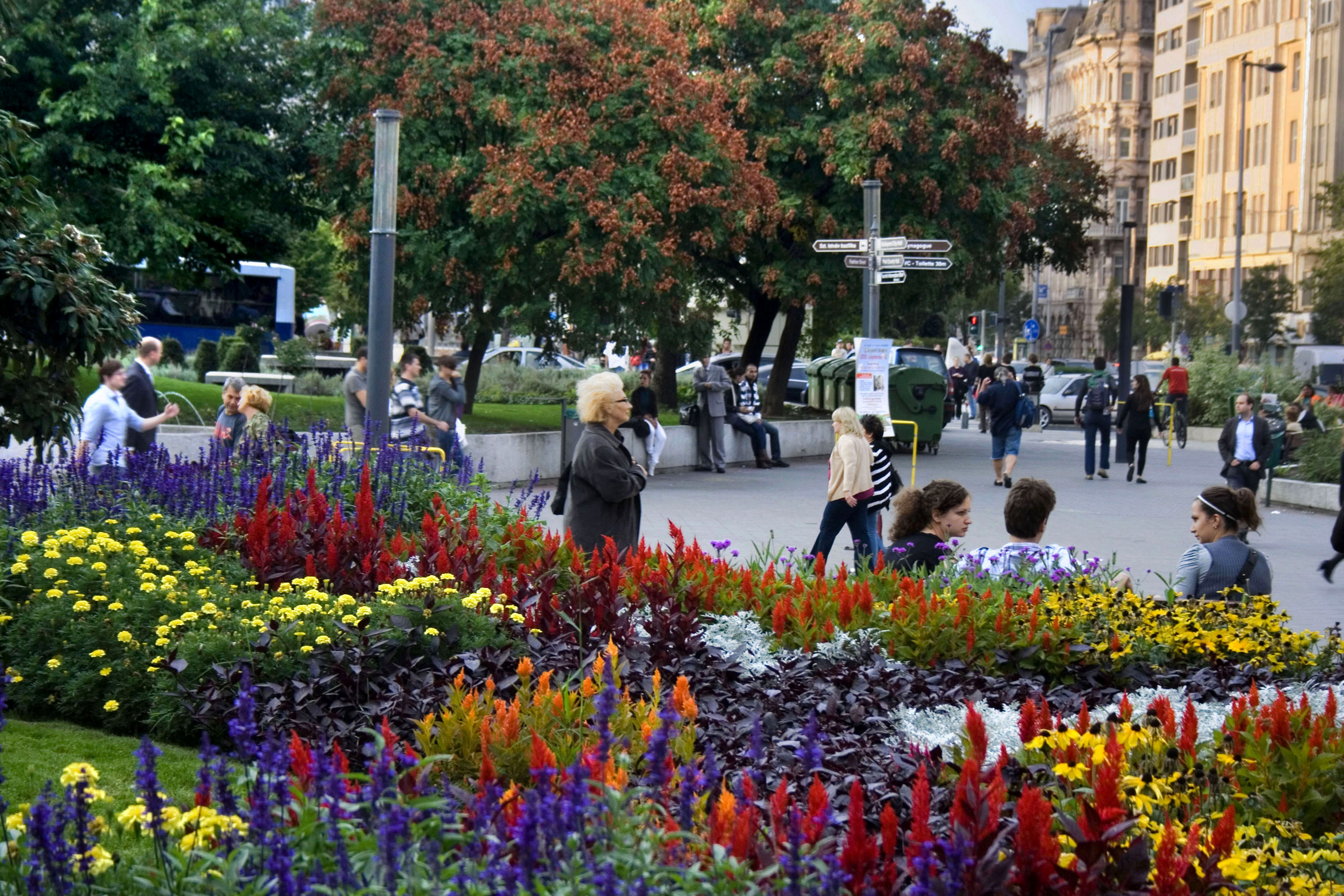
Deák Ferenc tér

Der Deák Ferenc tér (deutsch Ferenc-Deák-Platz) ist ein nach dem ungarischen Politiker Ferenc Deák benannter, öffentlicher Platz im V. Bezirk von Budapest.
Der Platz liegt in der Innenstadt von Budapest, in der Nähe des deutlich größeren Erzsébet tér. Er bildet den nördlichen Endpunkt der Kiskörút (hier unter dem Namen Károly körút), die dort mit der Bajcsy-Zsilinszky út aufeinandertrifft. Die Metrolinien 1, 2 und 3 halten hier. Er ist beliebter Treffpunkt der Budapester, da sich viele Restaurants, Cafés und Museen in seiner Umgebung befinden.

## Bauwerke

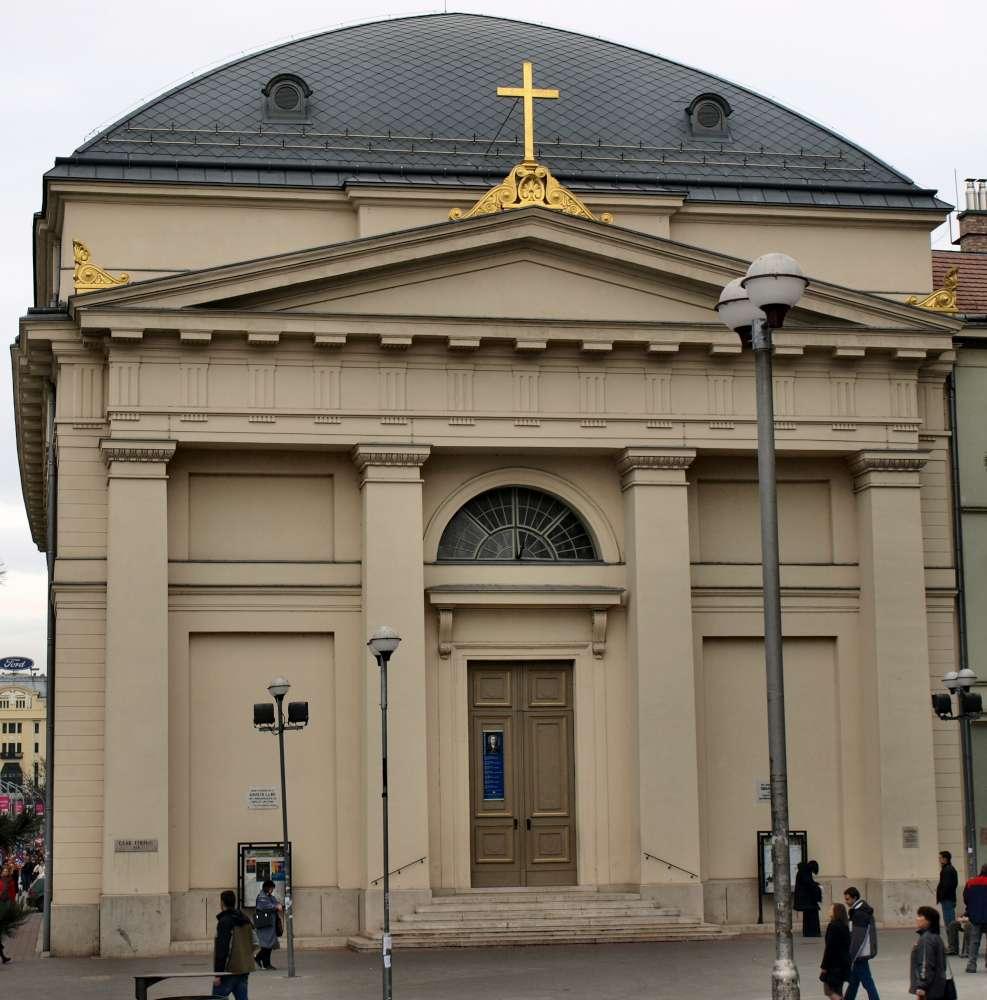
Evangelische Kirche (erbaut 1799–1808)
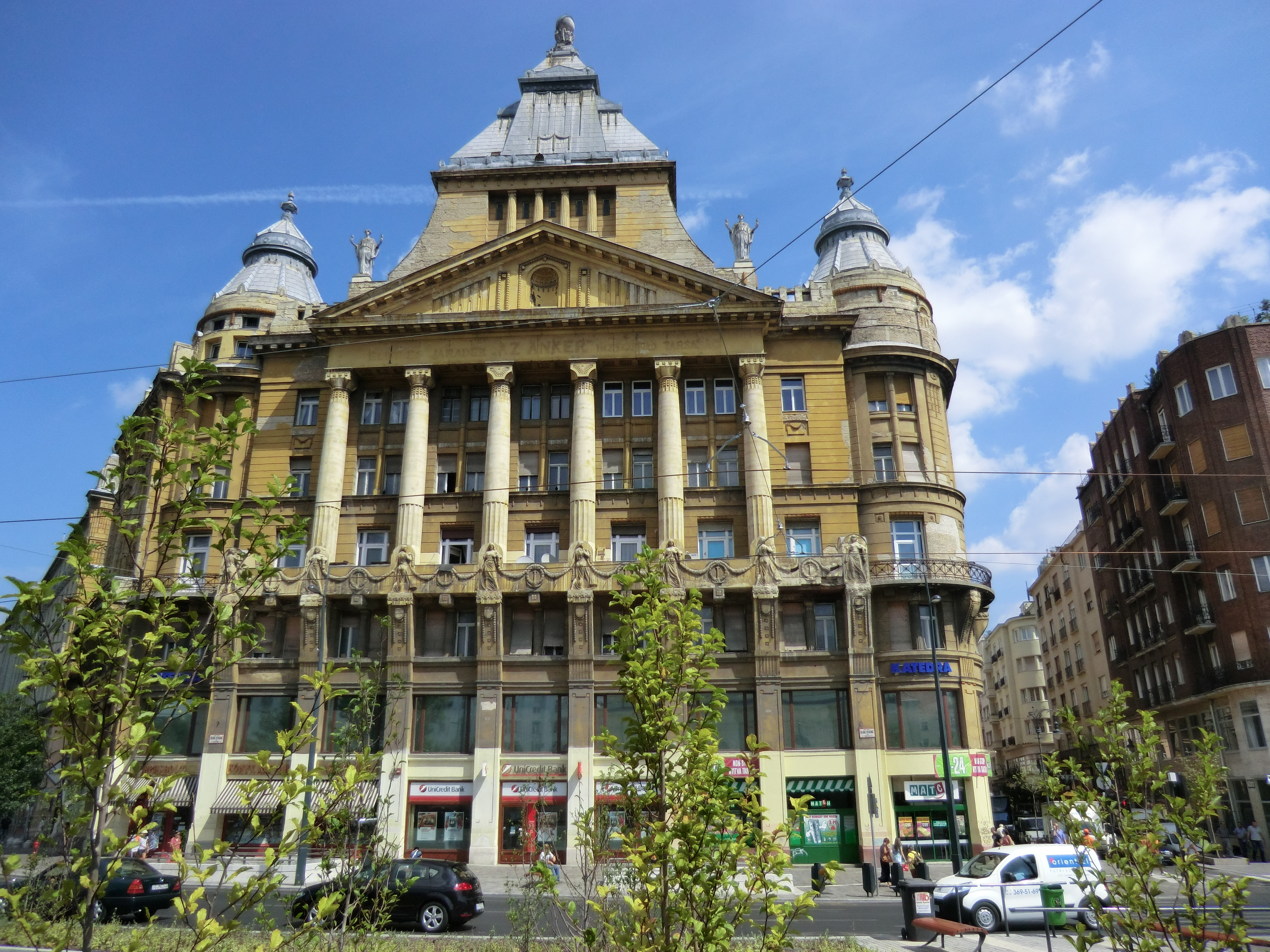
Anker-Palast (erbaut 1908–1910)
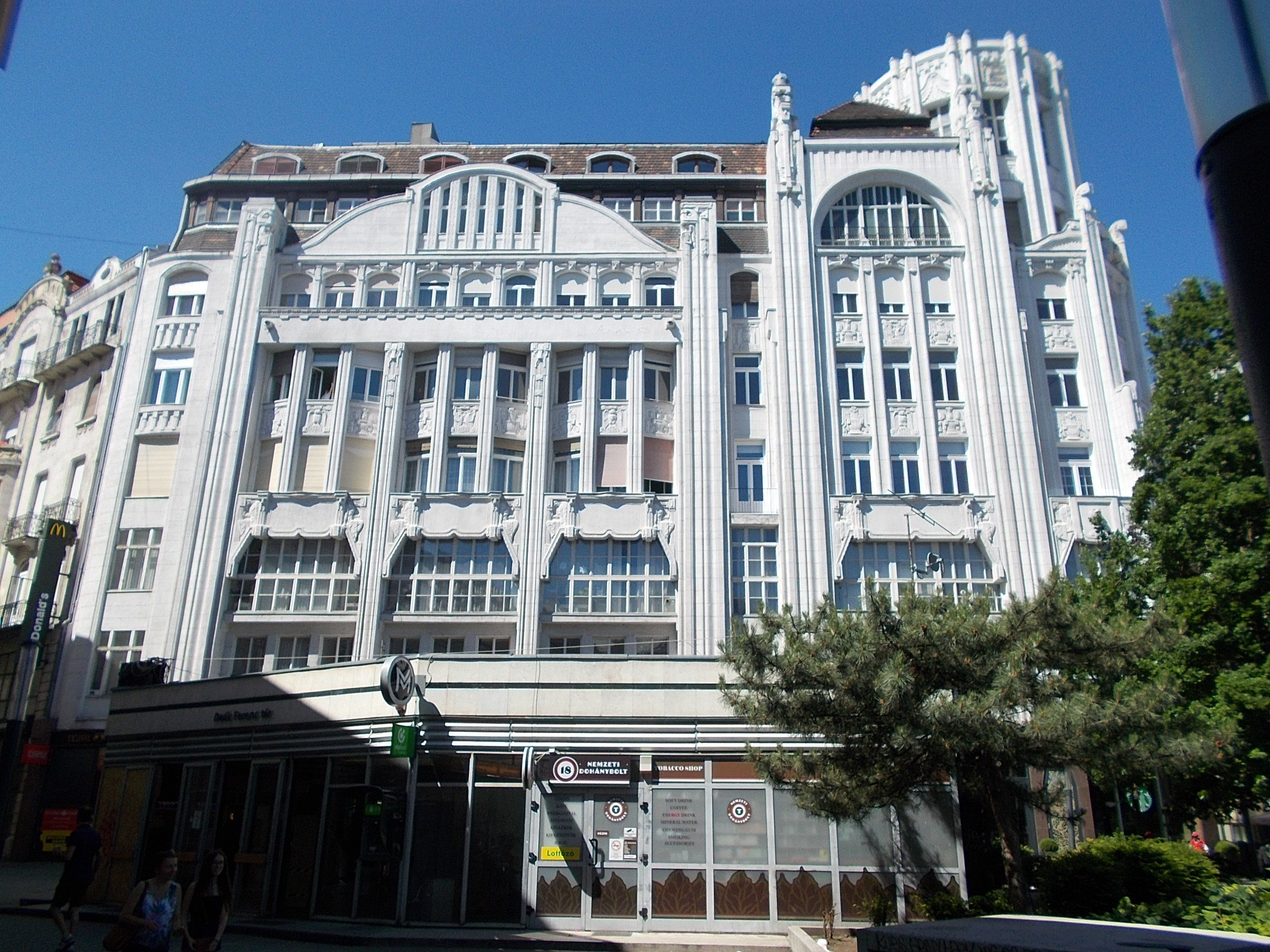
Gebäude im ungarischen Secessionsstil
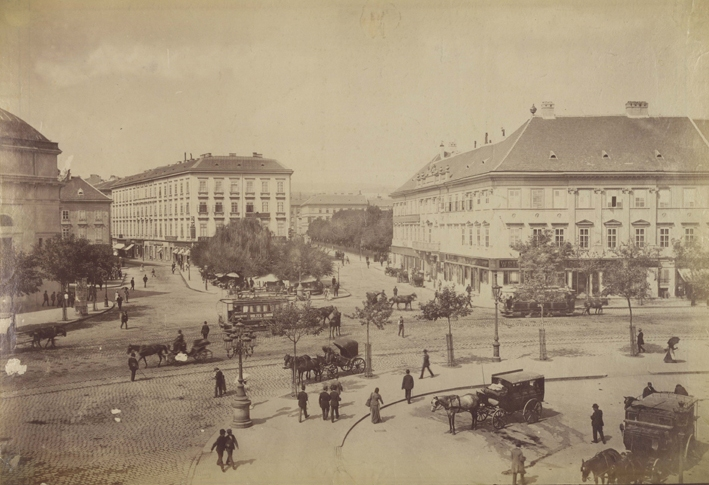
Der Platz im Jahr 1890